# 波尼鎮區 (堪薩斯州波旁縣)
波尼鎮區（英語：Pawnee Township）為位在美國堪薩斯州波旁縣的鎮區。2010年美国人口普查中該鎮區人口有307人。

## 地理
波尼鎮區涵蓋面積126.27平方（48.75平方英里），境內無城市設立。

### 墓園
根據美國地質調查局的資料，此鎮區擁有2座墓園：
- 海厄特維爾墓園（Hiattville Cemetery）
- 聖瑪莉墓園（Saint Mary Cemetery）

### 溪流
通過此鎮區的溪流有：
- 小波尼溪（Little Pawnee Creek）

## 人口統計
根據2010年美國人口普查，波尼鎮區人口有307人，人口密度為2.43人/平方公里。此鎮區居民之種族有95.77%為白人；0.65%為非裔美洲人；0.33%為美洲原住民；1.63%為亞洲人；0%為太平洋島民；0.33%為其他種族；另外有1.3%為混血種族。而西班牙裔或拉丁裔美洲人佔此鎮區人口的0.98%。

## 外部連結
- City-Data.com （页面存档备份，存于）
- Bourbon County Maps: Current （页面存档备份，存于）, Historic Collection （页面存档备份，存于）